# Route départementale 108 (Alpes-de-Haute-Provence)
Pour les articles homonymes, voir Route départementale 108.
La route départementale 108, abrégée en RD 108 ou D 108, est une des Routes des Alpes-de-Haute-Provence, qui relie Puimoisson à Saint-Jurs.

## Tracé de Puimoisson à Saint-Jurs
- Puimoisson
- Saint-Jurs